# Danos nas infraestruturas causadas pelo sismo do Haiti de 2010

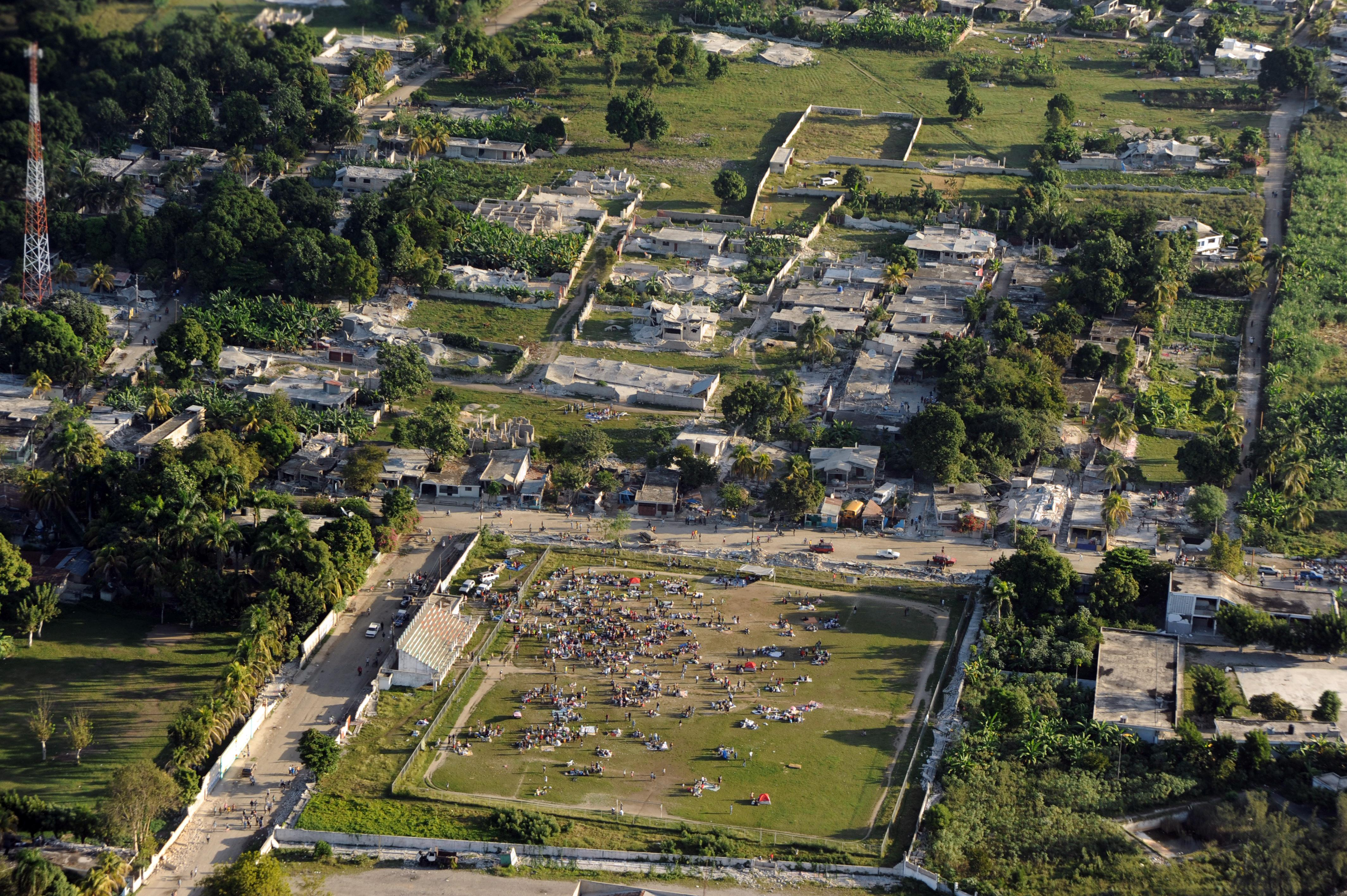
Prédios destruídos em Porto Príncipe

Os danos nas infraestruturas causadas pelo terramoto do Haiti de 2010 foram extensos e afectaram áreas como Porto Príncipe, Petit-Goâve, Léogâne, Jacmel e outras localidades do sudoeste do Haiti. Em Fevereiro, o primeiro-ministro Jean-Max Bellerive estimou que 250,000 residências e 30,000 edifícios comerciais tinham sido destruídos ou encontravam-se em mau estado devido aos danos sofridos. O vice-presidente de Léogâne, que estava no epicentro do terramoto, informou que 90% dos edifícios da cidade tinham sido destruídos, e que Léogâne "tinha de ser totalmente reconstruída". Muitos pontos de referência foram completamente danificados ou destruídos, incluindo o Palácio Presidencial, o edifício da Assembleia Nacional do Haiti, a Catedral de Porto Príncipe, e ainda o centro presidiário principal. O Ministro da Educação estimou que mais de 15,000 escolas primárias e 1,500 escolas secundárias ficaram bastante afectadas ou até mesmo destruídas. Além de que, três universidades principais em Porto Príncipe foram severamente danificadas. Outras infraestruturas afectados foram centrais telefónicas, estações de rádio, fábricas e museus. 

## Serviços essenciais
Entre a devastação e danos sofridos em Porto Príncipe, a vital infraestrutura necessária para responder ao desastre foi severamente danificada ou destruída. Isto incluiu todos os hospitais da capital, todos os meios de transporte, terrestres, aéreos e aquáticos, e ainda sistemas de comunicação. Devido a todos estes danos e perda de estruturas organizacionais, o porta-voz do Gabinete de Coordenação dos Assuntos Humanitários declarou o estado como a pior catástrofe que a ONU já enfrentou.
O sismo afectou as facilidades médicas oferecidas em torno de Porto Príncipe por três membros da organização internacional não-governamental Médicos sem Fronteiras, causando um colapso completo. Um hospital em Pétionville, um subúrbio rico de Porto Príncipe, também colapsou assim como o Hospital Distrital de St. Michel, na cidade de Jacmel, que foi o maior hospital de referência no sudeste do Haiti.

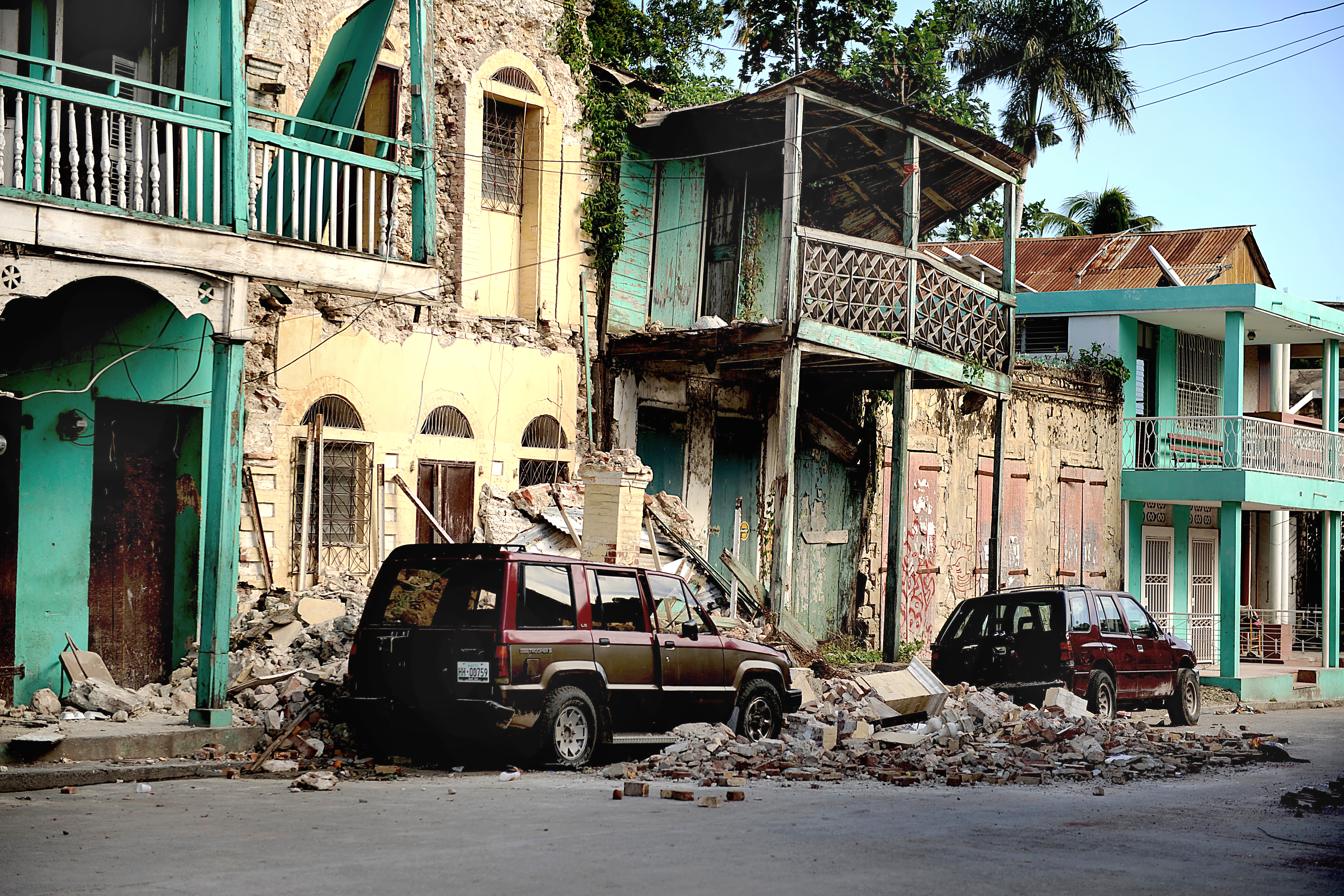
Edifícios danificados em Jacmel.

O terramoto danificou seriamente a torre de controlo do Aeroporto Internacional Toussaint Louverture e do aeroporto de Porto Príncipe. Os danos reportados sobre aeroporto incluíram o colapso de gruas e contentores para a água, os danos estruturais ao cais, áreas de beira-cais em colapso na água com a abertura no glaciar e da queda dos cais de desembarque na doca, e um derrame de óleo, tornando o porto inutilizável para operações de socorro imediato. O porto de Gonaïves, na parte norte do Haiti, manteve-se operacional.
A estrada principal que liga Port-au-Prince a Jacmel permaneceu bloqueada dez dias depois do sismo, dificultando a entrega de ajuda a Jacmel. Quando perguntado porque a estrada não tinha sido aberta, Hazem El-Zein, presidente da divisão sudeste do Programa Alimentar Mundial da ONU disse que: "Temos as mesmas perguntas para as pessoas responsáveis... Prometeram resposta rápida. Para ser honesto, eu não sei porque não foi feito. Só posso pensar que a sua prioridade deve ser sobre outro lugar qualquer".
Houve danos consideráveis por parte das comunicações. O sistema público telefónico não estava disponível,  e a maior operadora móvel do Haiti, Digicel, viu a sua rede totalmente danificada. Ficou operacional a 14 de Janeiro, mas a chamada era pouco audível e muitos dos telefonemas não chegavam a estabelecer conexão. A rede da Comcel Haiti não sofreu danos consideráveis, mais o serviço móvel ficou temporariamente indisponível a 12 de Janeiro de 2010. Dois dias depois a companhia tinha restabelecido 70% dos seus serviços. O serviço na conexão do sistema de cabo, que desde Haiti, com as suas fibras ópticas mantém a conectividade para o mundo exterior, foi interrompido, com o terminal em Port-au-Prince, sendo completamente destruído.
De acordo com a Repórteres sem Fronteiras (RSF), maior parte das estações de rádio na região do terramoto saíram do ar após o terramoto e apenas 20 de um total de 50 estações em Porto Príncipe, restabeleceram a emissão uma semana depois. As estações afectadas foram a Radio TV Ginen, Radio Soleil, Radio Ibo e Tropic FM.
RSF também noticiou que doze estações de rádio na cidade do sudoeste de Petit-Goâve e cinco em nova de Léogâne forma severamente danificadas. O Comité de Protecção a Jornalistas reportou que outras emissoras, como Melodie FM, Radio Caraibes, Signal FM, e Radio Metropole, continuaram a operar. A estação de missão da ONU, Radio Minustah, foi desactivada pelo terramoto, mas reabilitou-se em 18 de Janeiro. O escritório da Agence France-Presse estava em ruínas, mas dias após o sismo a agência retomou as operações em novas instalações. Os escritórios da capital, dois jornais,Le Nouvelliste e Le Matin, não foram severamente danificados, mas a impressão foi impossibilitada num espaço de uma semana após o terramoto.